# Re Candaule mostra sua moglie a Gige
Re Candaule mostra sua moglie a Gige è il soggetto di un dipinto di Jacob Jordaens, conservato al museo nazionale di Stoccolma.

## Storia
Del quadro si sa molto poco. Gli unici dati noti sono che il dipinto fu comprato ad Anversa nel 1646 da tale Martinus van Langenhoven, collezionista acquirente anche di altre opere di Jordaens e che nel 1872 fu donato al museo nazionale dal conte Axel Bielke.

## Descrizione e stile
L'episodio raffigurato nel dipinto è tratto dalle Storie di Erodoto (1.9.1). Candaule, re di Lidia, aveva una moglie bellissima. Un giorno volle compiacersi di mostrarne la nudità a Gige, uno dei suoi migliori soldati, e quindi fece in modo che questi di notte potesse spiarla. La regina se ne accorse e l'indomani propose a Gige di uccidere Candaule, prendere lei in sposa e divenire così il nuovo re di Lidia, cosa che avvenne, sempre secondo il racconto di Erodoto. 
In una stanza buia dai raffinati arredi contemporanei, dove tutta la luce si concentra sulla regina che si denuda, Gige, sulla destra, protende il capo attraverso una tenda per spiarla e, dietro di lui, c'è Candaule, riconoscibile dalla corona che ha in capo. 
L'apologo morale che è possibile trarre dalla storia - cioè l'ammonimento ad un marito a preservare l'intimità e la sacralità del talamo nuziale - è con evidenza un semplice pretesto per dare vita ad una composizione pittorica dall'alta tensione erotica. 
Ed infatti il prorompente nudo della regina, dalle forme opulente così tipiche di Jordaens, è esposto a beneficio, non tanto di Gige e del re, che sono piuttosto defilati, ma dell'osservatore del dipinto, cui la donna nuda guarda con malizia ammiccante, pienamente consapevole, e compiaciuta, di essere osservata. 
La donna poggia il piede sinistro su uno sgabello mentre si sfila la camicia da notte, posa che evidenzia le sue vistosissime natiche.
Una nota triviale potrebbe essere costituita dal pitale ai piedi della regina di Lidia: ne ha appena fatto uso? Si accinge a farne uso? Altro elemento che solletica il voyeurismo del riguardante, che è l'effetto realmente perseguito dal pittore. 
Un cagnetto, accucciato sullo stesso sgabello cui si appoggia la sfacciata regina, osserva, si direbbe con aria sbigottita, quanto sta accadendo: la sua presenza forse introduce un momento umoristico nella composizione. Iconograficamente, infatti, il cane di piccola taglia esprime di solito il concetto della fedeltà coniugale, concetto che qui è chiaramente paradossale.

## Influenze
Il quadro ha influenzato l'opera Le coucher à l'italienne dell'artista olandese Jacob van Loo, attualmente conservata al museo di belle arti di Lione.